# Lindera benzoin
Lindera benzoin, es una planta perteneciente a la familia Lauraceae, nativa del este de Norteamérica , desde Maine y Ontario, en el norte, a Kansas, Texas, y el norte de Florida.

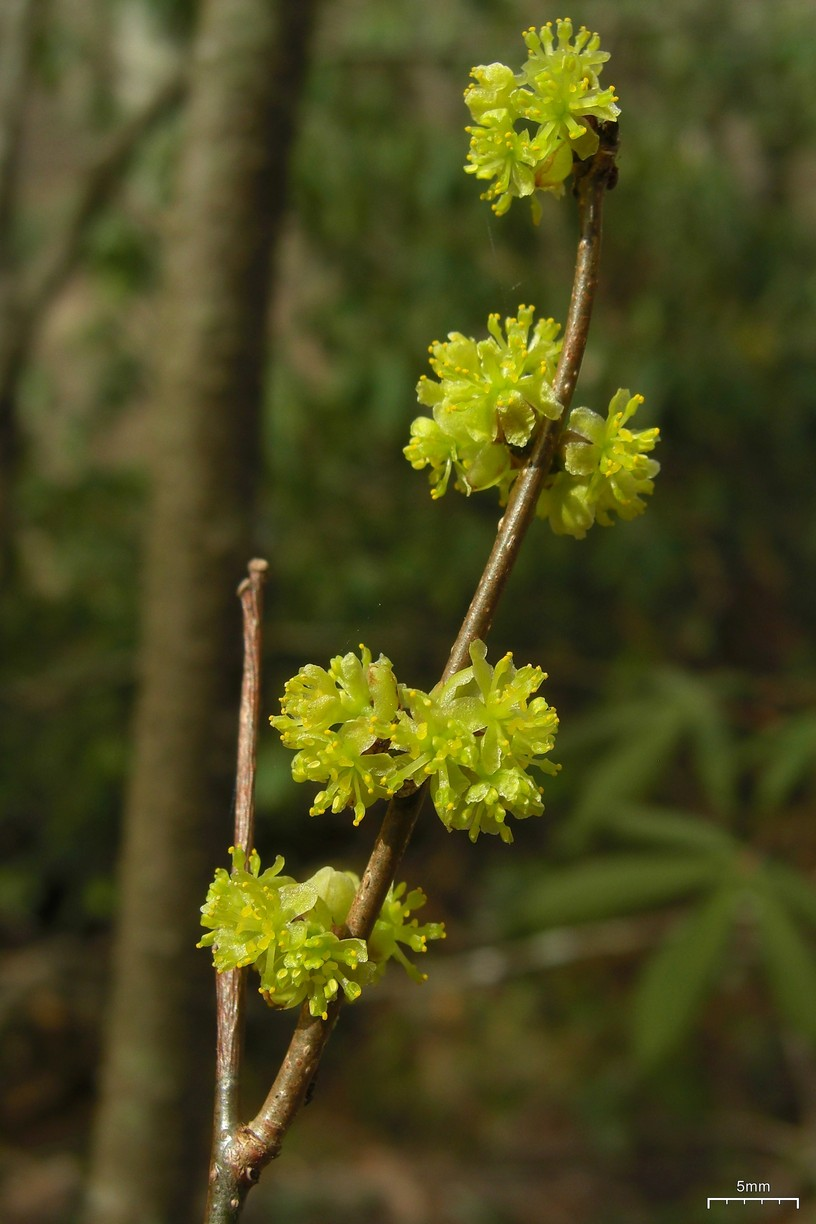
Detalle de la planta

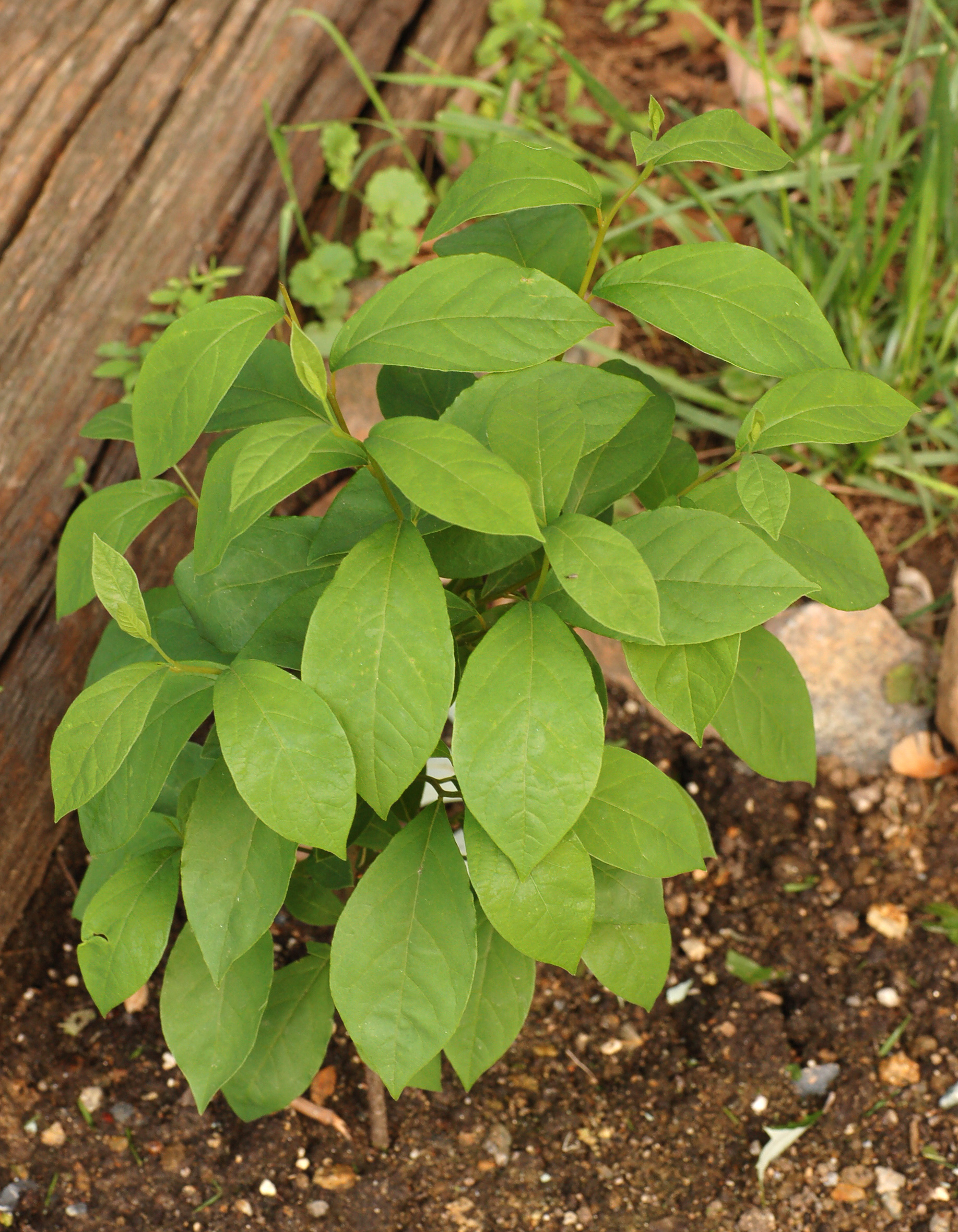
Detalle de las hojas

## Descripción
Es un arbusto de tamaño mediano de hoja caduca que crece hasta los 5 m de altura, por lo general sólo se encuentran en el sotobosque de matorrales húmedos. Las hojas son alternas, simples, de 6-15 cm de largo y 2-6 cm de ancho, oval o obovada y más amplia más allá de mitad de la hoja. Son muy aromáticas, aplastadas, por lo que se le da el específico epíteto de "benjuí" . Las flores crecen en llamativos racimos amarillos que aparecen a principios de primavera, antes de que las hojas comienzan a crecer. El fruto es una drupa de color rojo, rica en lípidos, de alrededor de 1 cm de largo que es muy apreciada por los pájaros. Tiene un sabor "parecido a la trementina" y olor aromático, y contiene una gran semilla . Es dioica (plantas son masculinas o femeninas), por lo que se necesitan los dos sexos en el jardín si se quieren bayas con semillas viables. Con las hojas y ramitas nuevas también se puede hacer un té.

## Ecología
Lindera benzoin es una planta de alimento favorito de los dos insectos lepidópteros: Papilio troilus, y Callosamia promethea. Las larvas de P.troilus se encuentran fácilmente dentro de las hojas que han sido dobladas por la aplicación de la seda; las pequeñas larvas son de color marrón, se asemeja a los excrementos de pájaros, las larvas maduras son de color verde, con manchas oculares parecido a la cabeza de una serpiente. Dado que normalmente hay varias nidadas (generaciones) de P.troilus cada año, Lindera benzoin es una planta útil para el jardín de mariposas, ya que las puestas de las hembras son fuertemente atraídos por ella. Los capullos de la polilla promethea, si está presente, se pueden encontrar en el invierno, se asemejan a las hojas muertas todavía colgando de las ramas. Ninguno de estos insectos está siempre presente en cantidades suficientes para defoliar una planta de tamaño medio a grande, aunque los pequeños especímenes pueden sufrir incluso de una sola oruga.

## Taxonomía
Lindera benzoin fue descrita por L. Blume y publicado en Museum Botanicum 1: 324. 1851.
Sinonimia
- Benzoin aestivale var. pubescens E.J.Palmer & Steyerm.
- Laurus benzoin L.
- Lindera benzoin var. pubescens (E.J. Palmer & Steyerm.) Rehder	[6]